# Richard von Hardt

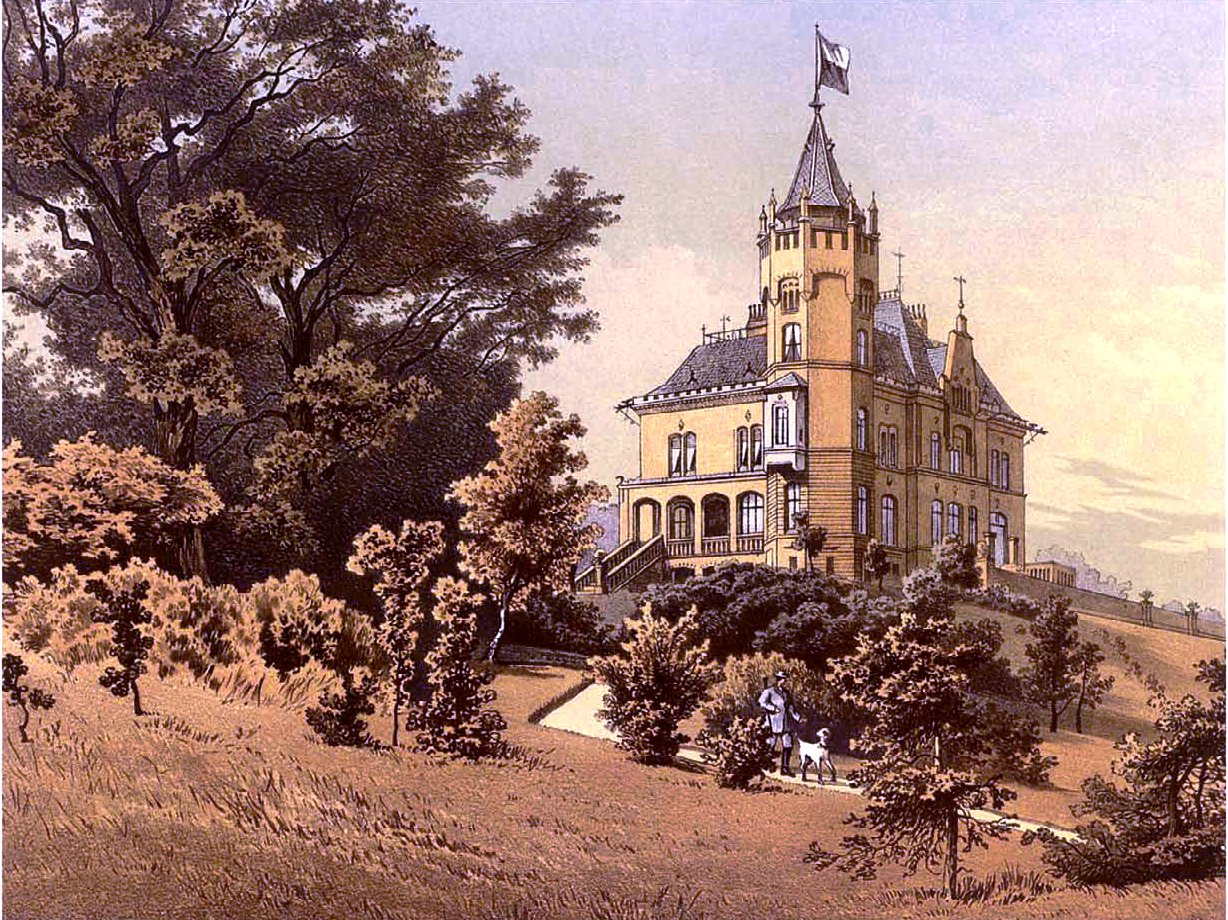
Schloss Wasowo, Sammlung Alexander Duncker

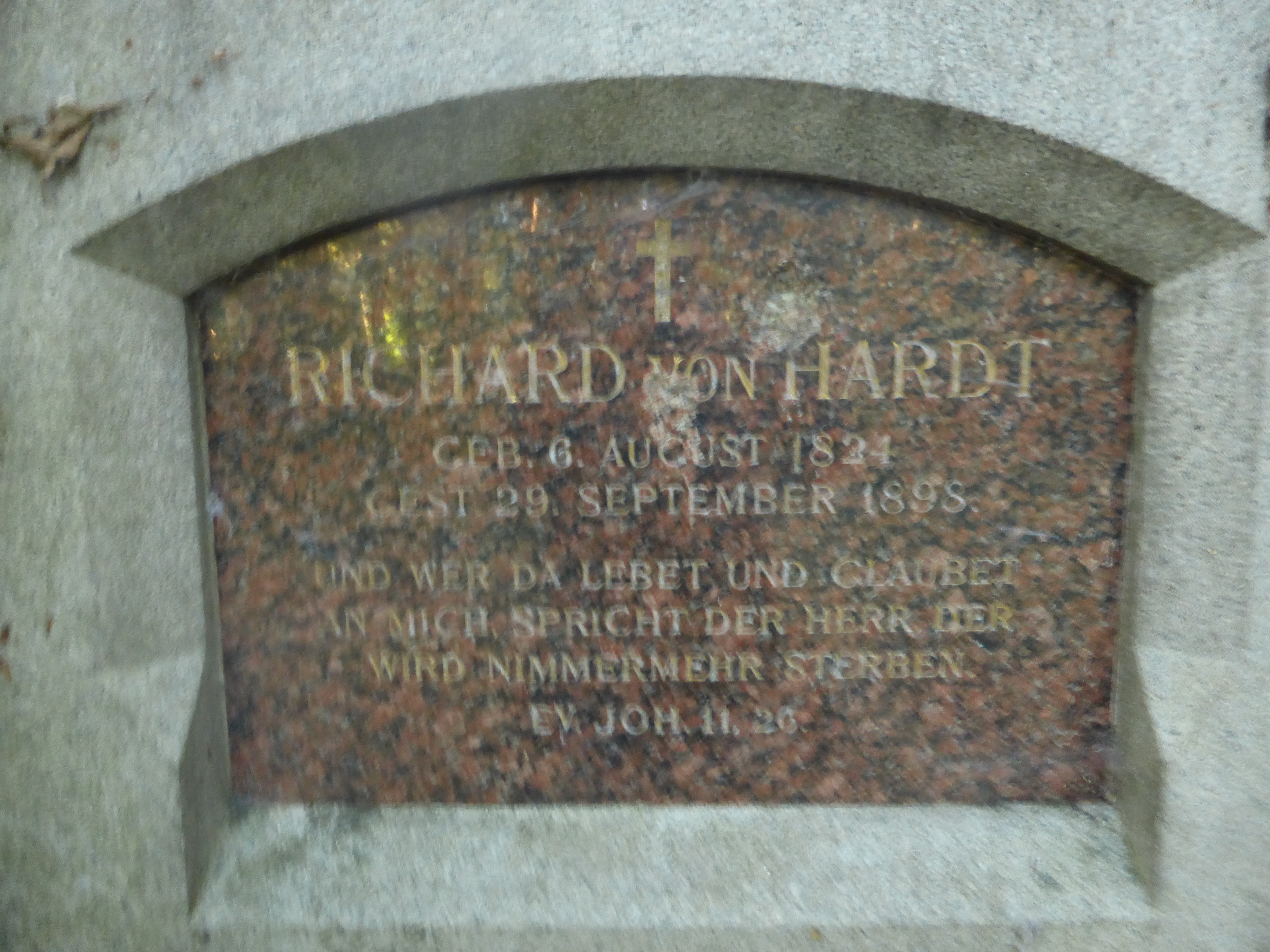
Grabstein

Richard Hardt, ab 1888 von Hardt (* 6. August 1824 in Lennep; † 29. September 1898 in Berlin) war ein deutscher Kaufmann und Unternehmer.

## Leben
Seine Eltern waren Johann Engelbert Hardt (1783–1850) und Luise Hardt geborene Hasenclever (1787–1867). Er absolvierte eine kaufmännische Ausbildung in Hamburg. Er gründete am 1. Juli 1847 zusammen mit seinem Bruder Heinrich Hardt in New York City das Unternehmen Hardt & Co. für den Handel mit Tuchwaren. 1854 gründeten sie das Unternehmen Hardt & Co. in Berlin. Sein Bruder Heinrich Hardt war 1870 Mitgründer der Deutschen Bank AG. Richard von Hardt war Mitglied des Evangelischen Kirchenbauvereins in Berlin. Er wurde dann Gutsherr bei Posen und gründete dort einen Familienfideikommiss.
Richard von Hardt seit 1849 war mit Elise Schemmann verheiratet, Tochter des Kaufmanns Friedrich Scheumann und der Dora Foestmann. Nach seinem Tod erbte sein Sohn Friedrich Wilhelm von Hardt (1855–1938) das Landgut Schloss Wąsowo sowie die umliegenden Ländereien Głuponie und Chraplewo. Sein Neffe war der Bankier Engelbert Hardt. Kurd von Hardt war sein Enkel.

## Auszeichnungen
- 1888: Erhebung in den Adelsstand[4]
- 1890: Ehrenbürgerwürde der Stadt Lennep
- Hohenzollernscher Hausorden
- Wilhelm-Orden

## Genealogie
- Marcelli Janecki: Handbuch des Preußischen Adels. Band 1, E. S. Mittler & Sohn, Berlin 1892, S. 190.
- Gothaisches Genealogisches Taschenbuch der Briefadeligen Häuser. 1907. Erster Jahrgang, Justus Perthes, Gotha 1906.
- Gothaisches Genealogisches Taschenbuch der Adeligen Häuser. Zugleich Adelsmatrikel der D.A.G. Teil B (Briefadel). 1941. Dreiunddreißigster Jahrgang, Justus Perthes, Gotha 1940. Siehe: FamilySearch.
- Hans Friedrich von Ehrenkrook, Carola von Ehrenkrook, Friedrich Wilhelm Euler, Jürgen von Flotow, Walter von Hueck, u. a.: Genealogisches Handbuch der Adeligen Häuser. B (Briefadel). 1959. Band IV, Band 20 der Gesamtreihe GHdA, Hrsg. Deutsches Adelsarchiv, C. A. Starke, Limburg a. d. Lahn 1959, S. 234 f.

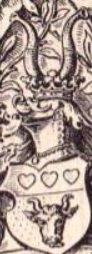
Wappen von Hardt